# Черняховський Павло Григорович
Черняховський Павло Григорович — український кінооператор. Був членом Спілок кінематографістів і журналістів України.
Народився 1 грудня 1931 р. в м. Дніпропетровську. Помер 10 вересня 1992 р. Закінчив Київський політехнічний інститут (1957). З 1961 р. — оператор Львівської студії телебачення.

## Фільмографія
Зняв стрічки:
- «40 років кооперації» (1961),
- «Місто крокує» (1962),
- «Говорить Львів» (1962),
- «Місто наше» (1963),
- «Чверть віку» (1964),
- «Карпати» (1965),
- «Степові зорі» (1966),
- «Комсомольські збори» (1969),
- «Зимова казка» (1972),
- «Юрій Гуляєв» (1972),
- «Ансамбль танцю Грузинської РСР» (1976),
- «Зимова фантазія» (1978),
- «Лісова пісня» (1981) та ін.